# 유우마 린
유우마 린(일본어: 悠真 倫 ゆうま りん[*], 9월 14일 - )은 다카라즈카 가극단 전과 소속 남역이다. 전 하나구미 부조장이다.
오사카부 토요나카시, 성모피승천학원 고등학교 출신이다. 키 168cm, 애칭은 "마린", "루이코"이다.

## 약력
1993년, 다카라즈카 음악학교에 입학하였다.
1995년, 다카라즈카 가극단 81기생으로 입단. 입단 당시 성적은 11등. 호시구미 공연 「국경 없는 지도」로 초무대. 그 후, 하나구미에 배속되었다.
2012년 3월 19일자로 하나구미 부조장에 취임하였다.
2014년 5월 12일자로 전과로 조이동하였다.
견실한 연극과 성량이 있는 노랫소리로, 폭 넓은 역할을 맡아 전과 이동 후에는 각 조에 특별 출연을 계속하고 있다.

## 출연 이벤트
- 1997년 7월, 제 3회 『아키코 칸다 레슨 발표회』
- 1997년 12월, 『아듀 도쿄 다카라즈카 극장』
- 1999년 10월, 『시게야마 츄자부로 레슨 발표회』
- 2001년 1월, 『하나구미 앵커리지 콘서트』
- 2001년 8월, 『하나구미 리프라이즈 앵커리지 콘서트』
- 2002년 10월, 제 43회 『다카라즈카 무용회』
- 2002년 12월, 『요시자키 켄지 오리지널 콘서트』
- 2004년 11월, 『베르사이유의 장미 30』
- 2006년 5월, 『하나구미 앵커리지 콘서트』
- 2007년 8월, 소 카즈호 디너쇼 『So!-Fantastic Radio Station-』
- 2008년 11월, 제 6회 『이졸라벨라 살롱 콘서트』 주연
- 2017년 8월, 토도로키 유 디너쇼 『Yū, Sol y Sombra』
- 2021년 4월, 『엘리자베트 TAKARAZUKA 25주년 스페셜 갈라 콘서트』 (외부출연) - 막스 공작

## 수상이력
- 2011년, 『한큐스미레회 팬지상』 - 조연상
- 2017년, 『다카라즈카 가극단 연도상』 - 2016년도 노력상